# Кел Гітер
Кел Гітер (англ. Cal Heeter; нар. 2 листопада 1988, Сент-Луїс) — американський хокеїст, що грав на позиції воротаря. Грав за збірну команду США.

## Ігрова кар'єра
Хокейну кар'єру розпочав 2006 року виступами за команду «Вічита-Фоллс Вайлдкетс», наступний сезон провів у складі «Сент-Луїс Бендітс».
З 2008 по 2012 роки захищав кольори хокейної команди Університет штату Огайо НКАА.
6 березня 2012 року Гітер підписав дворічний контракт початкового рівня з клубом НХЛ «Філадельфія Флаєрс». Більшу частину цих двох років Кел провів у фарм-клубі «Адірондак Фантомс». 13 квітня 2014 року Гітер провів єдину гру проти команди «Кароліна Гаррікейнс».
8 жовтня 2014 року кел підписав однорічну угоду з клубом ХЛСУ «Евансвілл Айсмен». Він також провів одну гру в складі «Торонто Марліс» (АХЛ), а 10 листопада 2014 року підписав контракт з хорватським клубом КХЛ «Медвещак» (Загреб).
Сезон 2015–16 американець провів у складі німецького клубу «Гамбург Фрізерс».
25 липня 2016 року Кел повернувся до США, де підписав однорічний контракт з клубом АХЛ «Гранд Репідс Гріффінс».
17 серпня 2017 року перейшов до канадської команди «Торонто Марліс».
Виступав за збірну США. Бронзовий призер чемпіонату світу 2013 року.

## Статистика
| 2006–07      | «Вічита-Фоллс Вайлдкетс» | ПАХЛ         | 31 | 13 | 13 | 3 | 1,828 | 96  | 1 | 3.15 | .896 | — | — | — | —   | —  | — | —    | —    |
| 2007–08      | «Сент-Луїс Бендітс»      | ПАХЛ         | 34 | 25 | 6  | 1 | 1,972 | 80  | 2 | 2.43 | .917 | — | — | — | —   | —  | — | —    | —    |
| 2008–09      | Університет штату Огайо  | НКАА         | 5  | 2  | 1  | 0 | 200   | 11  | 0 | 3.29 | .898 | — | — | — | —   | —  | — | —    | —    |
| 2009–10      | Університет штату Огайо  | НКАА         | 20 | 9  | 6  | 2 | 1,108 | 59  | 1 | 3.19 | .897 | — | — | — | —   | —  | — | —    | —    |
| 2010–11      | Університет штату Огайо  | НКАА         | 37 | 15 | 18 | 4 | 2,191 | 84  | 2 | 2.30 | .923 | — | — | — | —   | —  | — | —    | —    |
| 2011–12      | Університет штату Огайо  | НКАА         | 32 | 13 | 11 | 5 | 1,760 | 72  | 2 | 2.45 | .918 | — | — | — | —   | —  | — | —    | —    |
| 2012–13      | «Адірондак Фантомс»      | АХЛ          | 32 | 12 | 16 | 3 | 1,811 | 88  | 0 | 2.92 | .908 | — | — | — | —   | —  | — | —    | —    |
| 2012–13      | «Трентон Тітанс»         | ХЛСУ         | 8  | 3  | 3  | 0 | 453   | 24  | 0 | 3.18 | .900 | — | — | — | —   | —  | — | —    | —    |
| 2013–14      | «Адірондак Фантомс»      | АХЛ          | 44 | 16 | 25 | 2 | 2,465 | 109 | 4 | 2.65 | .912 | — | — | — | —   | —  | — | —    | —    |
| 2013–14      | «Філадельфія Флаєрс»     | НХЛ          | 1  | 0  | 0  | 1 | 64    | 5   | 0 | 4.69 | .868 | — | — | — | —   | —  | — | —    | —    |
| 2014–15      | «Евансвілл Айсмен»       | ХЛСУ         | 4  | 3  | 1  | 0 | 241   | 9   | 0 | 2.24 | .922 | — | — | — | —   | —  | — | —    | —    |
| 2014–15      | «Торонто Марліс»         | АХЛ          | 1  | 0  | 0  | 1 | 67    | 4   | 0 | 3.60 | .923 | — | — | — | —   | —  | — | —    | —    |
| 2014–15      | «Медвещак» (Загреб)      | КХЛ          | 22 | 9  | 9  | 2 | 1,223 | 54  | 0 | 2.65 | .911 | — | — | — | —   | —  | — | —    | —    |
| 2015–16      | «Медвещак» (Загреб)      | КХЛ          | 6  | 0  | 2  | 2 | 279   | 15  | 0 | 3.23 | .856 | — | — | — | —   | —  | — | —    | —    |
| 2015–16      | «Гамбург Фрізерс»        | ДХЛ          | 24 | 11 | 8  | 0 | 1,240 | 62  | 0 | 3.00 | .900 | — | — | — | —   | —  | — | —    | —    |
| 2016–17      | «Толідо Воллай»          | ХЛСУ         | 17 | 14 | 2  | 1 | 1,042 | 52  | 1 | 2.99 | .897 | — | — | — | —   | —  | — | —    | —    |
| 2016–17      | «Гранд Репідс Гріффінс»  | АХЛ          | 12 | 10 | 2  | 0 | 724   | 25  | 1 | 2.07 | .933 | — | — | — | —   | —  | — | —    | —    |
| 2017–18      | «Орландо Солар Бірс»     | ХЛСУ         | 43 | 19 | 15 | 6 | 2,368 | 108 | 1 | 2.74 | .915 | 8 | 4 | 3 | 443 | 14 | 1 | 1.90 | .945 |
| Усього в НХЛ | Усього в НХЛ             | Усього в НХЛ | 1  | 0  | 0  | 1 | 64    | 5   | 0 | 4.69 | .868 | — | — | — | —   | —  | — | —    | —    |